# دار العلوم زاهدان
دار العلوم زاهدان هي جامعة إسلامية تقع في زاهدان ، وتعتبر أكبر مركز علمي وثقافي لأهل السنة في إيران.
أسس الجامعة الشيخ عبد العزيز بن الشيخ عبد الله (1337 - 1408 هـ). وللجامعة عدة فروع، كما تتبعها مدرسة «عائشة الصديقة» للبنات.
يرأس الجامعة حالياً الشيخ عبد الحميد إسماعيل زهي

## وصلات خارجية
- موقع الجامعة
- مجلة «ندای إسلام» - مجلة تصدر عن الجامعة